# Evangelische Kirche (Bystřice nad Olší)

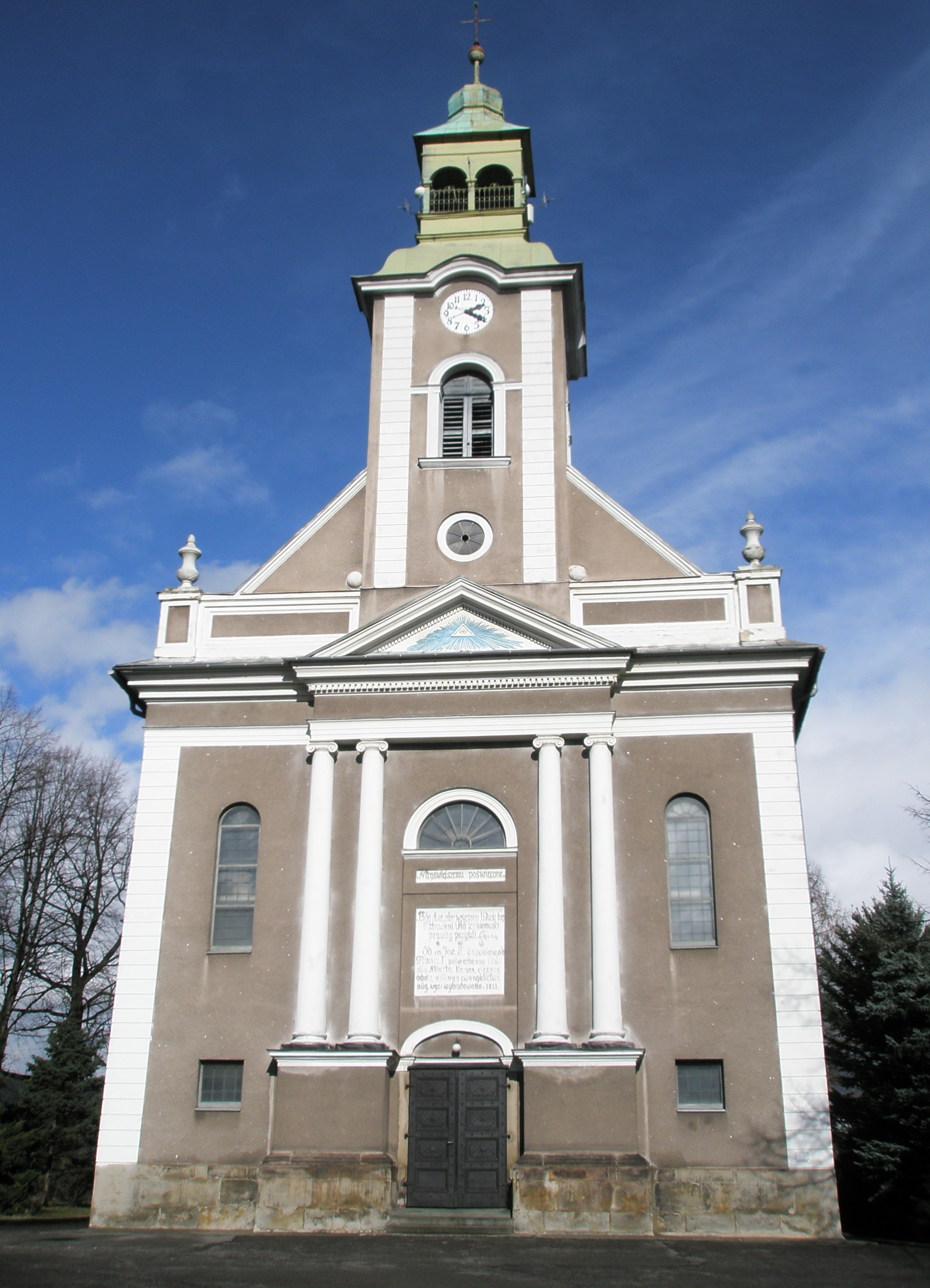
Evangelische Kirche Bystrschitz

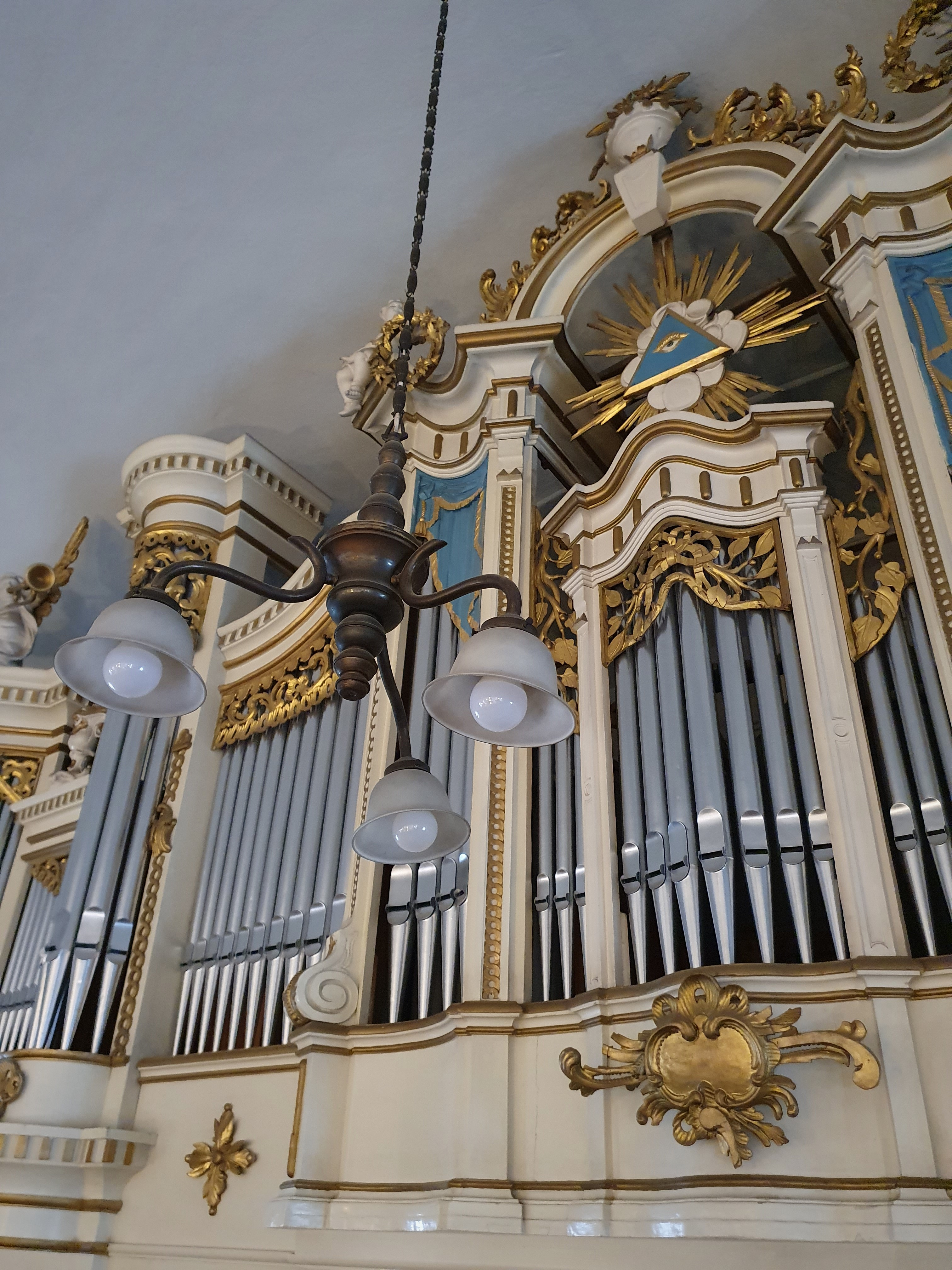
Orgel

Die Evangelische Kirche Bystřice ist ein Kirchengebäude in Bystřice nad Olší (deutsch Bystrschitz), einer Gemeinde im Okres Frýdek-Místek im  Moravskoslezský kraj (Mährisch-Schlesien) in Tschechien. Sie gehört der Schlesischen Evangelischen Kirche A.B. in Tschechien an.
Nach den Josephinischen Reformen (Toleranzpatent), die den Protestanten in den beherrschten Ländern die freie Religionsausübung garantierten, wurde 1782 in Bystrschitz eine sogenannte Toleranzgemeinde gegründet. Aber erst ab 1810 konnte ein eigener Kirchenbau in Form eines einfachen Betsaals errichtet werden. Die Grundsteinlegung erfolgte am 6. Mai 1811, die Einweihung am 21. September 1817, der Innenausbau wurde erst 1832 mit dem Einbau der Emporen vollendet. 1849–1850 schließlich konnte anstelle des ursprünglichen hölzernen Dachreiters der klassizistische Turmbau zugefügt werden.
Der nach Plänen des Baumeisters Florian Ilg errichtete Kirchenbau ist eine flachgedeckte Saalkirche mit beachtenswerter spätbarocker Ausstattung, dessen Hauptstück, der Altar, mit dem Abendmahlsbild und den Statuen der vier Evangelisten, am 29. Juni 1831 zusammen mit der neu errichteten Kanzel geweiht wurde. Die 1824 erbaute Orgel wurde 1923 erneuert.